# Amiota humeralis
Amiota humeralis är en tvåvingeart som beskrevs av Friedrich Hermann Loew 1862. Amiota humeralis ingår i släktet Amiota och familjen daggflugor. Inga underarter finns listade i Catalogue of Life.